# Montserrat Surroca i Comas
Montserrat Surroca i Comas (Caldes de Malavella, 18 de juny 1974) és una advocada i política catalana, diputada al Congrés dels Diputats en la IX i X legislatures. Des d'agost de 2023 és la comissionada de Convivència del govern Collboni a l'Ajuntament de Barcelona.

## Biografia
Llicenciada en Dret per la Universitat de Barcelona, treballa com a mediadora familiar; és especialista en jurisdicció de menors i violència domèstica. Militant d'Unió Democràtica de Catalunya, fou escollida diputada per CiU per la província de Girona a les eleccions generals espanyoles de 2008 i 2011.
Arran de la dissolució d'Unió, va integrar-se a Units per Avançar. A les eleccions al Parlament de Catalunya de 2017, va ser la segona candidata del Partit dels Socialistes per la circumscripció de Girona com a independent.
L'agost de 2023 es va incorporar a l'equip de treball de Jaume Collboni a l'Ajuntament de Barcelona com a responsable de l’àrea de Convivència i encarregada d'elaborar una nova ordenança de civisme.